# Атмор (аэропорт)
Муниципальный аэропорт Атмор (англ. Atmore Municipal Airport), (FAA LID: 0R1) — государственный гражданский аэропорт, расположенный в 6 километрах к востоку от центральной части города Атмор (Алабама, США). Аэропорт находится в собственного городского самоуправления.

## Операционная деятельность
Муниципальный аэропорт Атмор занимает площадь в 17 гектар, расположен на высоте 88 метров над уровнем моря и эксплуатирует одну взлётно-посадочную полосу:
- 18/36 размерами 1509 х 24 метров с асфальтовым покрытием.

За период с 26 февраля 2007 года по 26 февраля 2008 года муниципальный аэропорт Атмор обработал 3870 операций взлётов и посадок самолётов (в среднем 10 операций ежедневно), все рейсы в данном периоде пришлись на авиацию общего назначения.